# Daniela Sabatino
Daniela Sabatino (født 26. juni 1985) er en italiensk fodboldspiller, der spiller som angriber for Fiorentina i Serie A og Italiens kvindefodboldlandshold.